# Justin Rundt
Justin Merlin Rundt (* 14. November 1994 in Elmshorn) ist ein deutscher Handballspieler.

## Karriere
Justin Rundt begann 2002 beim Raspo Elmshorn mit dem Handball. Ab der C-Jugend spielte der 1,95 Meter große Torwart beim HSV Hamburg und gehörte ab 2013 zum Kader der zweiten Mannschaft der Hamburger, die in der Handball-Oberliga Hamburg - Schleswig-Holstein aufliefen. Ab der Saison 2014/15 spielte er aufgrund eines Zweitspielrechts zudem beim Zweitligisten SV Henstedt-Ulzburg und hütete wegen des verletzungsbedingten Ausfalls von Max-Henri Herrmann auch in der Bundesliga-Mannschaft des HSV Hamburg das Tor. Bei seinem Bundesligadebüt am 27. September 2014 im Spiel gegen den TuS N-Lübbecke wurde er bei fünf Siebenmetern eingesetzt, von denen er einen halten konnte. Nachdem der HSV Hamburg im Januar 2016 Insolvenz anmeldete, unterschrieb er einen Vertrag beim SV Henstedt-Ulzburg. Im Sommer 2016 kehrte er zum HSV Hamburg zurück. 2018 stieg er mit Hamburg in die 2. Bundesliga auf. 2019 schloss er sich dem Drittligisten HG Hamburg-Barmbek an. Nachdem Barmbek im Jahr 2022 abgestiegen war, schloss er sich dem Drittligaaufsteiger SG Hamburg-Nord an. 2024 verließ er den Verein wieder und wechselte zum VfL Fredenbeck.

## Privates
Seit 2023 ist Rundt Vater.